# مهترلام
مهترلام هي مدينة أفغانية تقع في شرق أفغانستان، وهي المدينة السادسة عشرة من حيث الحجم في أفغانستان. وهي عاصمة ولاية لغمان ومركز مقاطعة مهترلام ‏. وتعد المستوطنة الحضرية الكبيرة الوحيدة في الولاية. تقع المدينة في الوادي الذي شكله نهرا أليشانغ ‏ وألينغار ‏، على بعد 47 كم شمال غرب مدينة جلال أباد. يوجد طريق ممهد بين المدن يستغرق السفر بالسيارة حوالي ساعة.
بلغ عدد سكان المدينة 144،162 نسمة.

## التسمية
سميت مهترلام على اسم لامك والد نوح. في اللغة الفارسية، تعني كلمة «مهتر» القائد أو الأمير أو الرئيس. لام هو اسم والد نوح.

## التاريخ
في 6 فبراير 2006، قُتل شخصان على أيدي الشرطة في أعمال شغب في مهترلام في أحداث الجدل حول الرسوم الكاريكاتورية المسيئة للنبي محمد في صحيفة يولاندس بوستن.
في 26 فبراير 2017، قُتل طالبان وأصيب سبعة آخرون بسقوط صاروخ في مدرسة الشهيد مولوي عبد الرحمن ببصرم.
في 14 أبريل 2019، قُتل ما لا يقل عن سبعة أطفال بانفجار عبوة ناسفة غير منفجرة في بصرم على أطراف مهترلام.
في 2 مايو 2020، انفجرت دراجة نارية مفخخة خارج السجن الإقليمي في مهترلام، مما أدى إلى مقتل ثلاثة مدنيين وإصابة أربعة من أفراد قوات الأمن الأفغانية . وكان نور محمد مدير سجن لغمان الإقليمي من بين الجرحى. في 5 أكتوبر 2020، أصيب محافظ لغمان رحمة الله يرمل بجروح طفيفة بعد أن استهدف مفجر بسيارة مفخخة موكبه.
في 14 أغسطس 2021 ، استولى مقاتلو طالبان على مهتارلام، لتصبح العاصمة الإقليمية الثالثة والعشرين التي استولت عليها حركة طالبان كجزء من هجوم طالبان الأوسع لعام 2021.

## المناخ
ميهترلام لديها مناخ بارد شبه جاف (تصنيف كوبن للمناخ BSk).

## الأماكن ذات الأهمية
- جامعة لغمان
- يقع قبر لامك في المنطقة. بنى السلطان الغزنوي محمود الغزنوي الضريح وسط الحدائق فوق موقع قبره المفترض، على بعد 50 كيلومترًا من مهترلام.[10]
- قلعة السراج

## الرياضة
في عام 2021، افتتح أول ملعب في ولاية لغمان بمهترلام.